# Salomona truncata
Salomona truncata är en insektsart som beskrevs av Ludwig Redtenbacher 1891. Salomona truncata ingår i släktet Salomona och familjen vårtbitare. Inga underarter finns listade i Catalogue of Life.